# Cameron Lancaster
Cameron Lancaster est un footballeur anglais né le 5 novembre 1992 dans le Borough londonien de Camden. Il joue au poste d'attaquant à Louisville City en USL Championship.

## Biographie
Formé à Tottenham, Cameron Lancaster ne joue qu'un seul match de Premier League le 31 janvier 2012 contre Wigan Athletic, en remplaçant Emmanuel Adebayor à la 78e minute (victoire 2-1). Six mois plus tard, il signe un premier contrat professionnel de 2 ans. Il ne parvient pas à trouver sa place en équipe première.
Après un passage par Stevenage FC puis par St Albans City, il part tenter sa chance aux États-Unis.
À la suite d'un essai, il signe avec le Louisville City FC et la USL pour la saison inaugurale du club le 26 mars 2015. Il s'épanouit avec ce club et remporte le coupe USL (D2 américaine) en 2017 et en 2018. Cette saison là, il est le meilleur buteur de la ligue avec 25 buts (record de la ligue).

## Palmarès
Louisville City
- Vainqueur de la USL Cup en 2017 et 2018